# Trochoidea betulonensis
Trochoidea betulonensis é uma espécie de gastrópode  da família Hygromiidae.
É endémica de Espanha.